# Clutia polygonoides
Clutia polygonoides là một loài thực vật có hoa trong họ Peraceae. Loài này được L. mô tả khoa học đầu tiên năm 1763.